# Romênia nos Jogos Olímpicos de Verão de 1976
A Romênia participou dos Jogos Olímpicos de Verão de 1976 em Montreal, no Canadá.

## Medalhas
| Atleta                                                                                                 | Esporte   | Evento                                   | Medalha |
| --- | --------- | ---------------------------------------- | ------- |
| Vasile Diba                                                                                            | Canoagem  | K-1 500 metros masculino                 | Ouro    |
| Nadia Comaneci                                                                                         | Ginástica | Individual Geral feminino                | Ouro    |
| Nadia Comaneci                                                                                         | Ginástica | Artística - Trave feminino               | Ouro    |
| Nadia Comaneci                                                                                         | Ginástica | Artística - Barras assimétricas feminino | Ouro    |
| Simion Cutov                                                                                           | Boxe      | Peso leve (até 60 kg)                    | Prata   |
| Mircea Simon                                                                                           | Boxe      | Peso pesado (+ 81 kg)                    | Prata   |
| Gheorghe Danilov Gheorghe Simionov                                                                     | Canoagem  | C-2 1000 metros masculino                | Prata   |
| Teodora Ungureanu                                                                                      | Ginástica | Trave                                    | Prata   |
| \| Teodora Ungureanu Anca Grigoras Gabriela Trusca Nadia Comaneci Mariana Constantin Georgeta Gabor \| | Ginástica | Equipes femininas                        | Prata   |
| Teodora Ungureanu Anca Grigoras Gabriela Trusca Nadia Comaneci Mariana Constantin Georgeta Gabor       |           |                                          |         |